# Lukas Holgersson

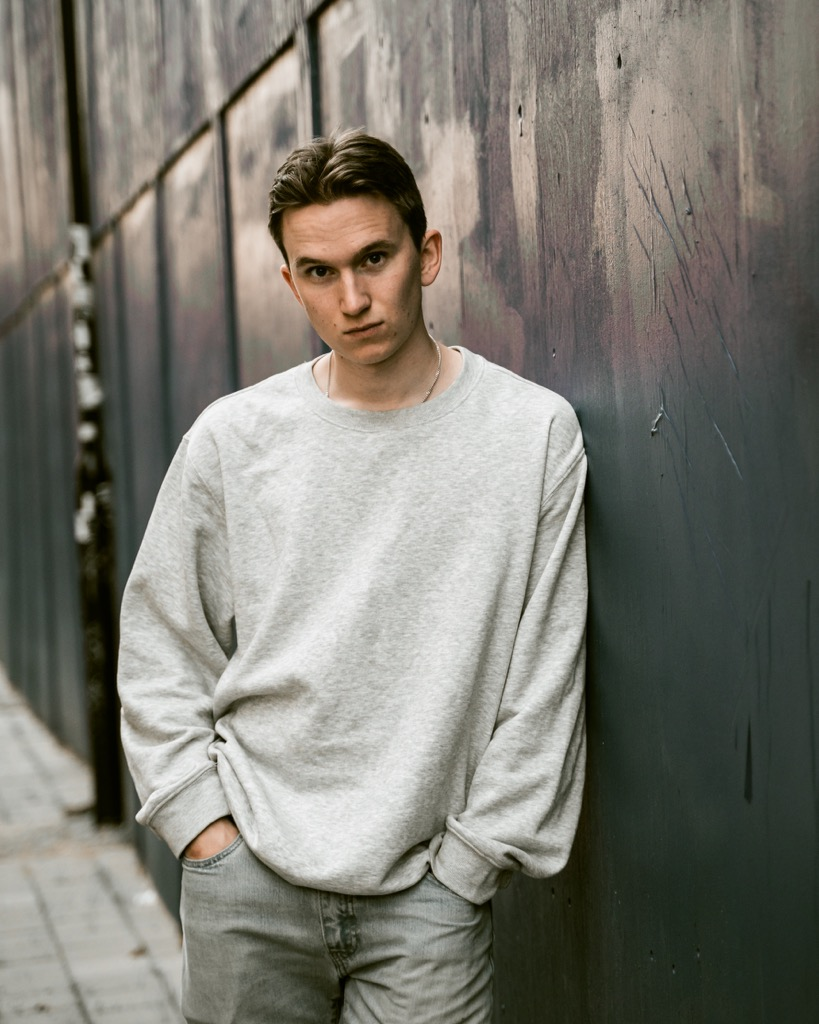
Lukas Holgersson

Nils Lukas Wilhelm Holgersson (* 22. Januar 2000 in Solna) ist ein schwedischer Schauspieler.

## Leben und Karriere
Holgersson wurde am 22. Januar 2000 in Solna geboren. Sein Debüt gab er 2013 in dem Film Lasse-Majas detektivbyrå – von Broms hemlighet. Anschließend bekam er 2014 in dem Film Der Junge mit den Goldhosen eine Hauptrolle. Im selben Jahr spielte er in Lasse-Majas detektivbyrå – Skuggor över Valleby mit. Außerdem war Holgersson 2015 in Lasse-Majas detektivbyrå – Stella Nostra zu sehen. 2018 trat er in Kommissar Beck – Die neuen Fälle auf.

## Filmografie
- 2013: Lasse-Majas detektivbyrå – von Broms hemlighet
- 2014: Der Junge mit den Goldhosen (Pojken med guldbyxorna)
- 2014: Lasse-Majas detektivbyrå – Skuggor över Valleby
- 2015: Lasse-Majas detektivbyrå – Stella Nostra
- 2018: Kommissar Beck – Die neuen Fälle